# Ère Saka

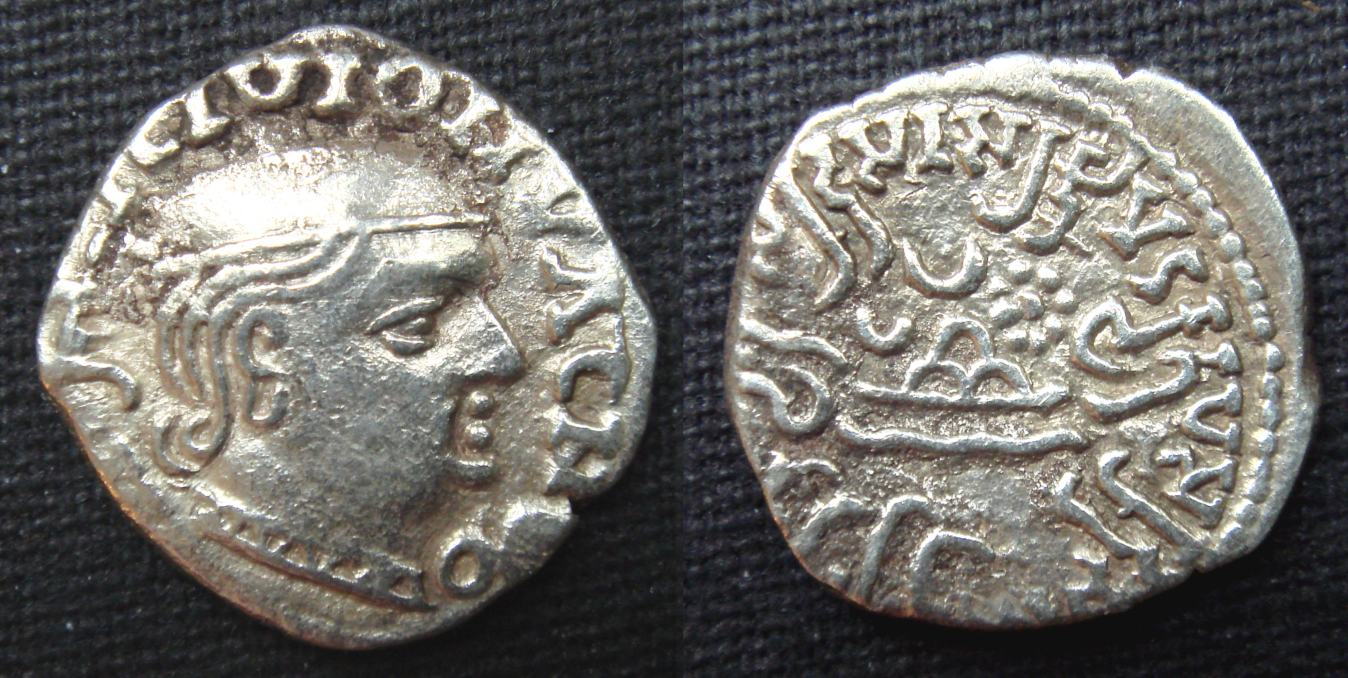
Monnaie d'argent du satrape occidental Rudrasena Ier (200-222).
Une inscription en alphabet Brahmi au revers porte la date 131 de l'ère Saka, soit 209 du calendrier julien.
(pièce de 16 mm ; 2.2 grammes).

Pour les articles homonymes, voir Saka.
L'ère Saka, ère Śaka ou ère Shaka est utilisée dans le calendrier national indien. On la retrouve aussi en Indonésie, dans le calendrier hindouiste de Bali et le calendrier javanais (en) (mais avec l'année lunaire musulmane pour ce dernier), ainsi qu'au Cambodge dans l'ancien calendrier bouddhique. Son année zéro se situe aux alentours de l'an 78 apr. J.-C.. En outre, les dates citées dans l'épigraphie du vieux-khmer s'y réfèrent souvent. 
Les Sakas sont l'une des nombreuses tribus qui conquirent l'Inde depuis le nord-ouest, où ils établirent la domination des Indo-Scythes. Selon certains historiens, l'ère Saka aurait été fondée par le satrape occidental Chastana (en), qui lui aurait donné pour origine le début de son règne.